# Hypnodendron arcuatum
Hypnodendron arcuatum là một loài Rêu trong họ Hypnodendraceae. Loài này được (Hedw.) Lindb. ex Mitt. mô tả khoa học đầu tiên năm 1882.